# ピーダ・ヤアアンスン (ボクサー)
ピーダ・オスカ・ヤアアンスン(デンマーク語: Peter Oscar Jørgensen、1907年4月2日ヒレレズ - 1992年8月27日グルボソン)は、デンマークの ボクサー。1932年のロサンゼルスオリンピックに出場した。
1932年、ロサンゼルスオリンピックにライトヘビー級で出場、2回戦（準決勝）で金メダルを獲得したデヴィッド・カーステンス（David Carstens）に判定負けしたが、3位決定戦で不戦勝となり銅メダルを獲得した。1937年にミラノで開催されたヨーロッパアマチュアボクシング選手権にも出場したが、1回戦で敗退している。